# 枚田水石

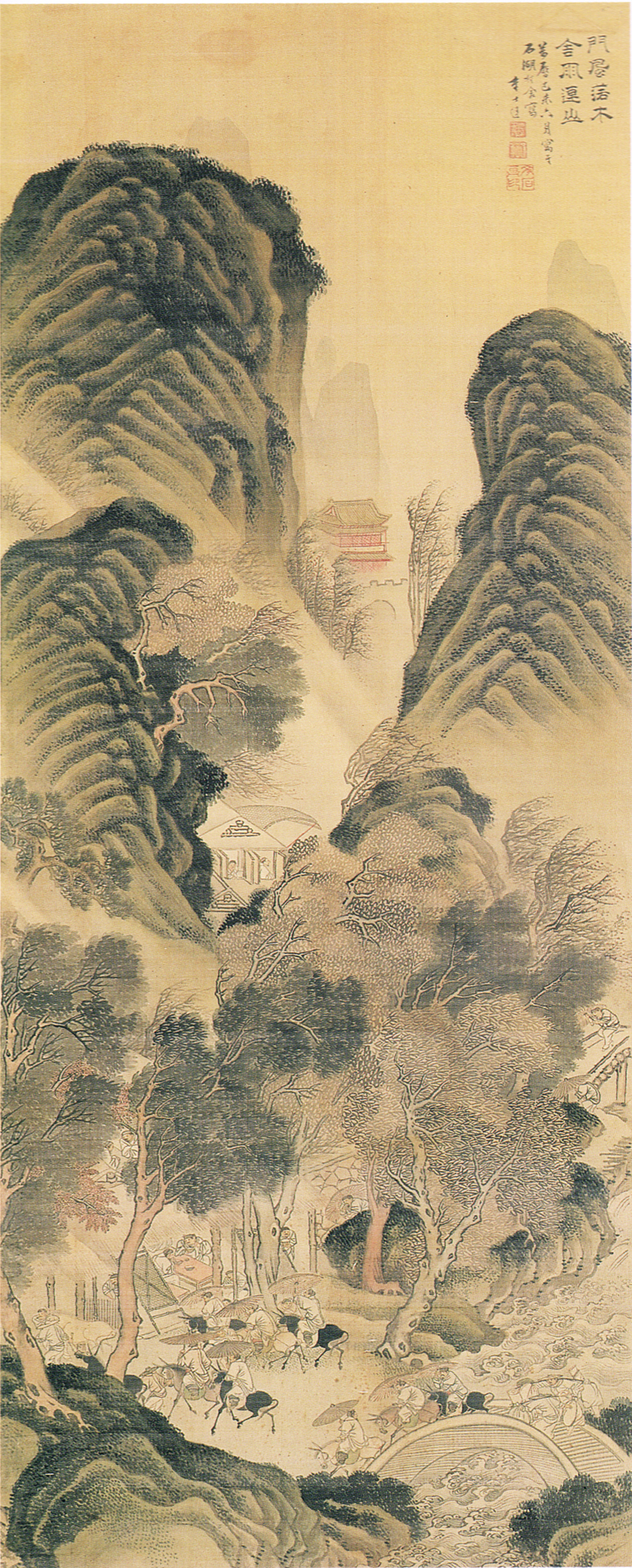
李士達筆驟雨雨行客図模本 静嘉堂文庫美術館

枚田 水石（ひらた すいせき、寛政8年（1796年） - 文久3年8月14日（1863年9月26日））は、江戸時代後期の南画家。古河藩士。
名は之盛、字は保之、通称を源之丞のちに勘解由。号は水石・文石・竹石など。下総古河の生まれ。

## 略歴
父は盛清、母は岡野氏。先祖の枚田氏は土井利重のときに召し出され、代々土井家に仕えた。水石は6代目にあたる。
藩主土井利位が大坂城代のとき、水石は家老鷹見泉石とともに公用人兼御先手物役を務めた。このころ大塩平八郎の乱が起こり、泉石と共に鎮圧に功労があった。槍術・剣術・馬術（大坪流）に優れ、学識が高く詩文を能くするなど文武に長けたがとりわけ画に才能を発揮した。
江戸の谷文晁に入門し、師の一字をとった「文石」の号を贈られている。墨竹画を得意とした。明治の女流画家・奥原晴湖は父・池田政明の親戚筋にあたる水石に師事し、南北合派の画法を学んでいる。
68歳歿。大聖院（古河市本町2-4-18）に墓所がある。

## 作品
- 「古河城涼櫓眺望図」古河歴史博物館

## 脚註
1. ↑  古河市指定文化財（史跡）『古河市の文化財』80頁